# Aston by Wrenbury

Aston, även kallad Aston by Wrenbury, Aston Nantwich, Aston in Wrenbury, Aston by Newhall, Aston in Newhall och Aston near Audlem, är en by vid Newhall i Cheshire.
Aston ligger vid de större byarna Wrenbury och Audlem. Större delen av byn ligger vid vägen Wrenbury Road nordväst om väg A530. 
Byns landmärken är den k-märkta kyrkan St Andrew's Methodist Church (1866), det k-märkta farmarhuset Aston House Farm (1662) och även en k-märkt K6 telefonhytt från 1935 designad av Giles Gilbert Scott.
Byns pub heter The Bhurtpore Inn